# Todaropsis eblanae
Todaropsis eblanae (лат.) — вид головоногих моллюсков из семейства Ommastrephidae.
Вид распространён в восточной части Атлантического океана и в Средиземном море от Шетландских островов до мыса Доброй Надежды, в Индийском океане вдоль Маскаренские хребта, а также вдоль западного и восточного побережья Австралии.
Относительно небольшой кальмар длиной 13—22 см с большой широкой головой. Плавники широкие, на конце закруглённые. Щупальца вдвое больше длины головы, с четырьмя рядами присосок.
Живёт на морском замутнённом дне. Охотится на рыбу, ракообразных и моллюсков. В северных водах спаривается и нерестится летом и в начале осенних месяцев, то есть с июня по ноябрь. Вылупление происходит поздней осенью до ранней весны, то есть с октября по март.